# FTO (gène)
Pour les articles homonymes, voir FTO.
Le FTO (pour « Fat mass and obesity-associated protein ») est un gène situé sur le chromosome 16 humain et dont certains variants sont associés avec une obésité.

## En médecine
Un variant correspondant, sous forme homozygote, à 16 % de la population, est corrélé avec un poids augmenté et à risque majoré d'obésité, débutant dès l'enfance. L'inactivation du gène, sur un modèle animal, semble protéger contre le surpoids. Le mécanisme de cet effet n'est pas clair et pourrait faire intervenir l'expression de l'IRX3, du RBL2 ainsi que du SOX4 et du HHEX, les deux derniers intervenant dans la régulation de la sécrétion d'insuline. Il jouerait également sur la régulation de la thermogenèse par les adipocytes.

## En agronomie
L'ajout de ce gène dans les plants de pomme de terre ou de riz leur a permis de développer des racines plus longes, une photosynthèse plus efficace et une résistance à la sècheresse accrue.